# フナフティ国際空港
フナフティ国際空港（フナフティこくさいくうこう、Funafuti Atoll International Airport）は、ツバルのフナフティにある同国唯一の空港。

## 概要
第二次世界大戦時の1943年に、大日本帝国海軍と対峙するアメリカ海軍工兵が建設した軍用飛行場を起源としている。イギリスからの独立後はツバル国内唯一の国際空港となった。
現在、フィジーの「フィジー・エアウェイズ」と子会社の「フィジー・リンク」がATR 42で定期運航をしている。なおツバル国内に国際線を運航する航空会社は無い。
なお「フィジー・リンク」のフライトはフナフティからスバへのリンクとして機能させているが、ツバル政府はフナフティ〜スバ間の運賃は比較的高く設定し、意図的に大規模観光ツアーを避け、チャーター機での来島を奨励している。
長らく週2便であったが、2023年夏ダイヤでは週4便運航されることが多くなっている。
ちなみに、空港の滑走路の立ち入りは制限されておらず、滑走路内ではスポーツなどが自由に行われている。また、航空機の離着陸時にはサイレンが鳴り、同時にパトカーが巡回している。

空港内に売店はないが、航空便発着便に合わせて空港前に露店が並ぶ。トイレも敷地内にある。両替所はあるが手数料は高い。ATMはツバル国内に存在しない。
航空券は台帳を見て手書き発券するスタイルである。
徒歩圏内にいくつかホテル・ロッジ（ゲストハウス）などが存在する。
空港からのアクセス手段は、原則徒歩である。

## 主な就航航空会社と航路
| 航空会社                                       | 就航地   |
| ---------------------------------------------- | -------- |
| フィジー・エアウェイズ                         | ナンディ |
| フィジー・エアウェイズ 運航は フィジー・リンク | スバ     |